# Stawki (Włodawa)
Pour les articles homonymes, voir Stawki.
Stawki (prononciation [ˈstafki]) est un village de la gmina de Włodawa, du powiat de Włodawa, dans la voïvodie de Lublin, situé dans l'est de la Pologne.
Il se situe à environ 10 kilomètres au nord de Włodawa (siège de la gmina et du powiat) et 80 kilomètres au nord-est de Lublin (capitale de la voïvodie).
Le village comptait une population de 303 habitants en 2011.

## Administration
De 1975 à 1998, le village était attaché administrativement à l'ancienne voïvodie de Chełm.

Depuis 1999, il fait partie de la nouvelle voïvodie de Lublin.